# Étienne Balibar
Étienne Balibar (Avallon, 23 aprile 1942) è un filosofo francese.

## Biografia
Allievo di Louis Althusser, ha contribuito a sviluppare una nuova interpretazione del pensiero di Karl Marx, con specifiche riflessioni sui concetti di razza, cultura e identità, in vista di una concezione più inclusiva della cittadinanza e della democrazia in Europa. È professore emerito presso l'Università di Paris-X (Nanterre).
Sua figlia è l'attrice e cantante Jeanne Balibar. Parla fluentemente l'italiano.

## Opere principali
- Lire le Capital (avec Louis Althusser, Pierre Macherey, Jacques Rancière, Roger Establet), Éditions François Maspero, 1965.
- Cinq études du matérialisme historique, F. Maspero, 1974.
- Sur la dictature du prolétariat, F. Maspero, 1976.
- Spinoza et la politique, P.U.F., 1985, rééd. 2011.
- Race, Nation, Classe, (avec Immanuel Wallerstein) La Découverte, 1988.
- Écrits pour Althusser, La Découverte, 1991.
- La Crainte des masses. Politique et philosophie avant et après Marx, Galilée, 1997.
- Droit de cité. Culture et politique en démocratie, Editions de l'Aube, 1998 réédition augmentée P.U.F, Collection Quadrige, 2002.
- Sans-papiers: l'archaïsme fatal, La Découverte, 1999.
- La philosophie de Marx, La Découverte, 1993.
- Nous, citoyens d'Europe ? Les frontières, l'État, le peuple, La Découverte, 2001.
- L'Europe, l'Amérique, la Guerre. Réflexions sur la médiation européenne, La Découverte, 2003.
- Antisémitisme: l'intolérable chantage - Israël-Palestine, une affaire française ? (ouvrage collectif), La Découverte, 2003.
- Europe, Constitution, Frontière, éditions du Passant, 2005.
- Très loin et tout près, Bayard Centurion, 2007.
- Pensées critiques: dix itinéraires de la revue Mouvements : 1998-2008 (ouvrage collectif), La Découverte, 2009.
- Violence et civilité: Wellek Library Lectures et autres essais de philosophie politique, Éditions Galilée, 2010.
- La proposition de l'égaliberté, PUF, 2010.
- Citoyen Sujet et autres essais d'anthropologie philosophique, PUF, Pratiques théoriques, 2011.

### Opere tradotte in italiano
- Cinque studi di materialismo storico, Bari, De Donato, 1976.
- Per Althusser, Roma, Manifestolibri, 1991. ISBN 8872850053
- La filosofia di Marx, Roma, Manifestolibri, 1994. ISBN 8872850606
- Razza nazione classe: le identità ambigue, Roma, Edizioni associate editrice internazionale, 1996. ISBN 8826702306
- Spinoza e la politica, Roma, Manifestolibri, 1996. ISBN 8872850738
- Spinoza: il transidividuale, Milano, Ghibli, 2002. ISBN 8888363076
- L'Europa, l'America, la guerra, Roma, Manifestolibri, 2003. ISBN 9788872854969
- Europa cittadinanza confini: dialogando con Étienne Balibar, Lecce, Pensa Multimedia 2006. ISBN 8882324443
- Il ritorno della razza: identità etniche e paradigmi politici, Modena, Fondazione Collegio San Carlo per festivalfilosofia, 2007.
- Cittadinanza, Torino, Bollati Boringhieri,  2012. ISBN 9788833922690
- Il ritorno della razza: tra società e istituzioni, dialogo con Thomas Casadei, in Th. Casadei, Il rovescio dei diritti umani. Razza, discriminazione, schiavitù, Roma, DeriveApprodi, 2016, pp. 93-125. ISBN 9788865481684